# Бордель (фильм, 1972)
«Бордель» (дат. Bordellet) — датский секс-фильм 1972 года, снятый пионером порнографии Оле Эге, и считающийся первым полнометражным хардкорным порнографическим художественным фильмом Дании.

## Сюжет
История происходит около 1900 года. Деревенская девушка приезжает в Копенгаген и находит работу в борделе, её посвящяют в «большую, счастливую семью» через множество легкомысленных сексуальных игр. В это время происходят два события: кража драгоценностей, которые ищут два глупых полицейских, и смерть хозяина борделя — и теперь должен приехать новый. Так в один вечер в борделе оказываются фотограф, булочник, цирюльник, адвокат, мормонский священник, сержант полиции, но кто из них хозяин, а кто похититель?

## В ролях
- Лонни Феддерсен — девушка-удовольствие, рассказчик
- Конни Нильсен — Леонора
- Ильзе Петерсен — Йенсинга
- Ингер-Лиз Гаард — Анна, «мамочка» борделя
- Элизабет Олсен — Софи
- Марианна Нильссон — Амалия
- Марианна Фельдштедт — Маргарита
- Улла Бьергсков — Элизабет
- Ютте Петерсен — Шарлотта
- Джетта Коплев — девушка, которая находит золотую монету
- Лени Кьёлландер — танцующая девушка
- Бент Рогведер — булочник
- Келд Рекс Холм — цирюльник
- Оле Эге — фотограф
- Гота Андерсен — сержант Серенсен
- Суне Пильгаард — детектив Расмуссен
- Серен Хансен — лейтенант
- Оле Варде Лассен — Маринус Берг, адвокат
- Пол Гларгаард — Юлиус-старший
- Джеймс Моррисон — Юлиус-младший
- Алан Норт — мормонский священник

## О фильме
Снятый в жанре комедии «откровенно порнографический» фильм имел успех, согласно гиду по фильмам Гильдендаля, фильм шёл шесть месяцев в премьерном кинотеатре «Метрополь»., положил начало десятилетнему циклу датских хардкорных секс-комедий серий «Zodiac-films» и «Bedside-films».

Всё началось с «Bordellet», сценарий и режиссура легендарного порно-импресарио, Оле Эге, в 1972 году. Этот фильм имел огромный успех, получив хорошие отзывы в датской прессе. Когда его премьера состоялась в Америке, даже «Variety» похвалила его. Через год сексуально голодная датская публика познакомилась с первой из шести хардкорных секс-комедий.
Оригинальный текст (англ.)It all started with BORDELLET (BORDELLO) , written and directed by legendary porn impresario, Ole Ege, in 1972. This film was a huge success , garnering good reviews in the Danish press. When it premiered in America, even Variety praised it. The year after BORDELLET, the sex - hungry Danish public was introduced to the first of six hardcore sex comedies. 
— Addicted: The Myth and Menace of Drugs in Film / Jack Stevenson. — Creation, 2000.- 272 p. — page 133
В съёмках, наряду с неизвестными актрисами и актёрами, участвовали и деятели основной киноиндустрии: популярная певица Ингер-Лиз Гаард в роли «мамочки» борделя, а также актёры Гота Андерсен, Пол Гларгаард, Алан Норт. Оператором фильма был Мортен Арнфред. Сам режиссёр фильма исполнил одну из главных ролей — фотографа.
Широкую рекламу фильму обеспечил скандал с датским миллионером Саймоном Спайсом — после премьеры фильма в июле 1972 года в кинотеатре «Метрополь» он устроил вечеринку, где занялся сексом с актрисами фильма, фото с вечеринки опубликовал журнал «Se og Hør» и до сих пор часто переиздаются.
Но, несмотря на успех фильма, он оказался первой и последней полнометражной работой режиссёра, сделавшего много для легализации порнографии; по его словам, он был встревожен и расстроен направлением, взятым индустрией, которой он помог и был её первопроходцем.

Я хотел, чтобы моя работа была посвящена прославлению женщин, самой красивой вещи, которая существует, и я хотел сделать это эстетически и правильно. Но индустрия всё чаще обращалась с женщинами как со скотом и представляла собой угнетение.
Оригинальный текст (англ.)I wanted my work to be about celebrating women, the most beautiful thing that exists, and I wanted to do it aesthetically and properly. But increasingly the industry was treating women as cattle and representing oppression.
— режиссёр фильма Оле Эге